# Goran Vlaović
Goran Vlaović (Nova Gradišca, RFS Iugoslàvia, 7 d'agost de 1972) és un exfutbolista croat. Va jugar de davanter en el NK Osijek, NK Dinamo de Zagreb, Calcio Padova, València CF i Panathinaikos FC.

## Biografia
Va iniciar la seva carrera professional en el club croata NK Osijek, fitxant el 1992 pel Dinamo de Zagreb (en aquells dies denominat Croàcia de Zagreb). En el seu primer any en el club de Zagreb va assolir el títol de lliga, sent Vlaović el màxim realitzador del campionat amb 23 gols. Va repetir aquesta distinció la següent temporada, marcant 29 gols en 34 partits, un registre que durant 13 anys va ser la millor marca golejadora d'un jugador en la història de la lliga croata.
Després d'estar a prova en l'Ajax d'Amsterdam, finalment va fitxar per dues temporades temporades pel Calcio Padova, que acabava d'ascendir a la Sèrie A de la lliga italiana. L'estiu de 1995 va sofrir un accident de trànsit i, després de ser atès en l'hospital, se li va descobrir un tumor cerebral. Després d'una complicada intervenció quirúrgica, al desembre de 1995 va tornar als terrenys de joc.
Després de finalitzar el seu contracte, l'estiu de 1996 es va incorporar al València CF. El seu fitxatge va estar marcat per la polèmica, ja que Vlaović tenia un preacord amb la SSC Napoli i, al seu torn, el Padova va reclamar al València una indemnització en concepte de formació. Vlaović va debutar en la primera jornada de lliga espanyola de la temporada 1996/97 jugant com a titular i marcant un gol. A pesar d'això, mai es va consolidar en l'onze valencianista.
En els quatre anys en els quals va romandre en el club, va jugar 73 partits de lliga en els quals va marcar 17 gols. Amb el València va guanyar la Copa del Rei (sent titular en la final) i la Supercopa d'Espanya el 1999. La temporada 1999/00 va arribar el subcampionat de la Lliga de Campions, encara que aquesta campanya tot just va comptar per al nou entrenador valencianista, Hèctor Cúper.
L'estiu de 2000 va abandonar València i va recalar en el Panathinaikos FC grec, on es va retirar en juny de 2004, després de guanyar l'lliga i la copa d'eixe any.

### Selecció
Vlaović va ser també membre del combinat nacional croata per una mica més de deu anys entre juliol de 1992 i agost de 2002, amb un total de 51 internacionalitats en les quals va aconseguir marcar 15 gols, sent avui dia el segon màxim golejador en la història de la selecció, per darrere de Davor Šuker, qui li supera en 30 gols. També va marcar un gol amb l'equip B croata en gener de 2001.
Després de fer només quatre aparicions internacionals en aproximadament tres anys i mig, Vlaovic va començar a jugar amb continuïtat en la selecció a principis de 1996 i va marcar els seus primers gols per a l'equip amb un impecable hat-trick en un partit amistós contra la República de Corea, en març del mateix any. També va ser membre de l'equip croata en l'Eurocopa d'Anglaterra de 1996, jugant en els quatre partits del seu equip i arribant a destacar per marcar el primer gol de Croàcia en un torneig major, quan va marcar el gol de la victòria en els darrers cinc minuts del primer partit, contra Turquia, sortint des de la banqueta per a substituir a Alen Boksic els últims vint minuts.
Vlaović també va ser membre de la plantilla de Croàcia que sorprenentment va guanyar la medalla de bronze en el Mundial de França de 1998. Va participar en els set partits que va disputar el seu equip en el torneig, encara que només va jugar de principi a fi en la semifinal contra França. Va marcar un gol en el torneig, el segon de la llegendària victòria de Croàcia sobre Alemanya per 3-0, en quarts de final. Aquest gol, marcat en el minut 80 de partit, va enviar al gran favorit del partit, Alemanya, a casa, i assegurava la victòria del combinat croata, que realitzava una gran gesta esportiva en la seva curta història.
Va retornar a la selecció a principis de 2001 després d'un any i mig absent. Va jugar quatre partits i va marcar un gol en la classificació per al Mundial de 2002 de Corea i Japó, i va ser després també membre de la plantilla en la fase final d'aquest, encara que no va jugar en cap dels tres partits de la primera fase. Posteriorment només va jugar un partit més amb la selecció.